# Kerncentrale Beznau
Kerncentrale Beznau (Kernkraftwerk Beznau (KKB)) ligt bij Döttingen in Zwitserland, op een eiland in de rivier de Aare.
Deze centrale is de oudste nog functionerende kerncentrale van de wereld. De centrale heeft twee actieve drukwaterreactoren. Eigenaar van de centrale is Axpo AG. Naast de kerncentrale ligt elektriciteitscentrale Aare (Beznau) van dezelfde eigenaar. Er waren plannen om een nieuwe kerncentrale: reactor blok III te bouwen, maar na de kernramp van Fukushima werden deze plannen geseponeerd.
| Reactorblok | Reactortype | Vermogen | Begin bouw | Inbedrijfname | Stillegging |
| ----------- | ----------- | -------- | ---------- | ------------- | ----------- |
| Beznau-1    | PWR         | 365 MW   | 1965       | 1969          | 2032        |
| Beznau-2    | PWR         | 365 MW   | 1968       | 1971          | 2033        |

Reactorblok I lag tussen 2015 en 2018 om technische redenen stil. Het reactorvat vertoonde haarscheurtjes tot een halve centimeter groot. De reactor is van hetzelfde type als Doel 3, waarin ook haarscheurtjes werden aangetroffen.